# Fatuhivamonark
Fatuhivamonark (Pomarea whitneyi) är en akut utrotningshotad fågel i familjen monarker inom ordningen tättingar. Den förekommer endast på en ö i ögruppen Marquesasöarna i östra Stilla havet.

## Utseende och läten
Fatuhivamonarken är en stor (19 cm) monark med glansigt purpursvart dräkt och plyschliknande fjädrar på pannan. Ungfågeln är mattbrun ovan, rödare på vingen och beigevit under med rostfärgad anstrykning på hals, ansikte och bröstsidor. Typiskt läte har beskrivits som "cri-ri-a-rik" och liknats vid en katts läte vars svans har blivit trampad på. Varningslätet är ett nervöst "ki ki ki".

## Utbredning och status
Fatuhivamonarken förekommer endast på ön Fatu Hiva i södra Marquesasöarna. Trots sin begränsade världspopulation ansågs beståndet vara säkert. Sedan 2000 minskar den mycket kraftigt efter att svartråtta etablerat sig på ön. Beståndet uppskattades till endast 67 individer 2009. Baserat på en 30-procentig minskning av antalet revir tros endast 50 fåglar finnas kvar. Internationella naturvårdsunionen IUCN kategoriserar därför arten som akut hotad.

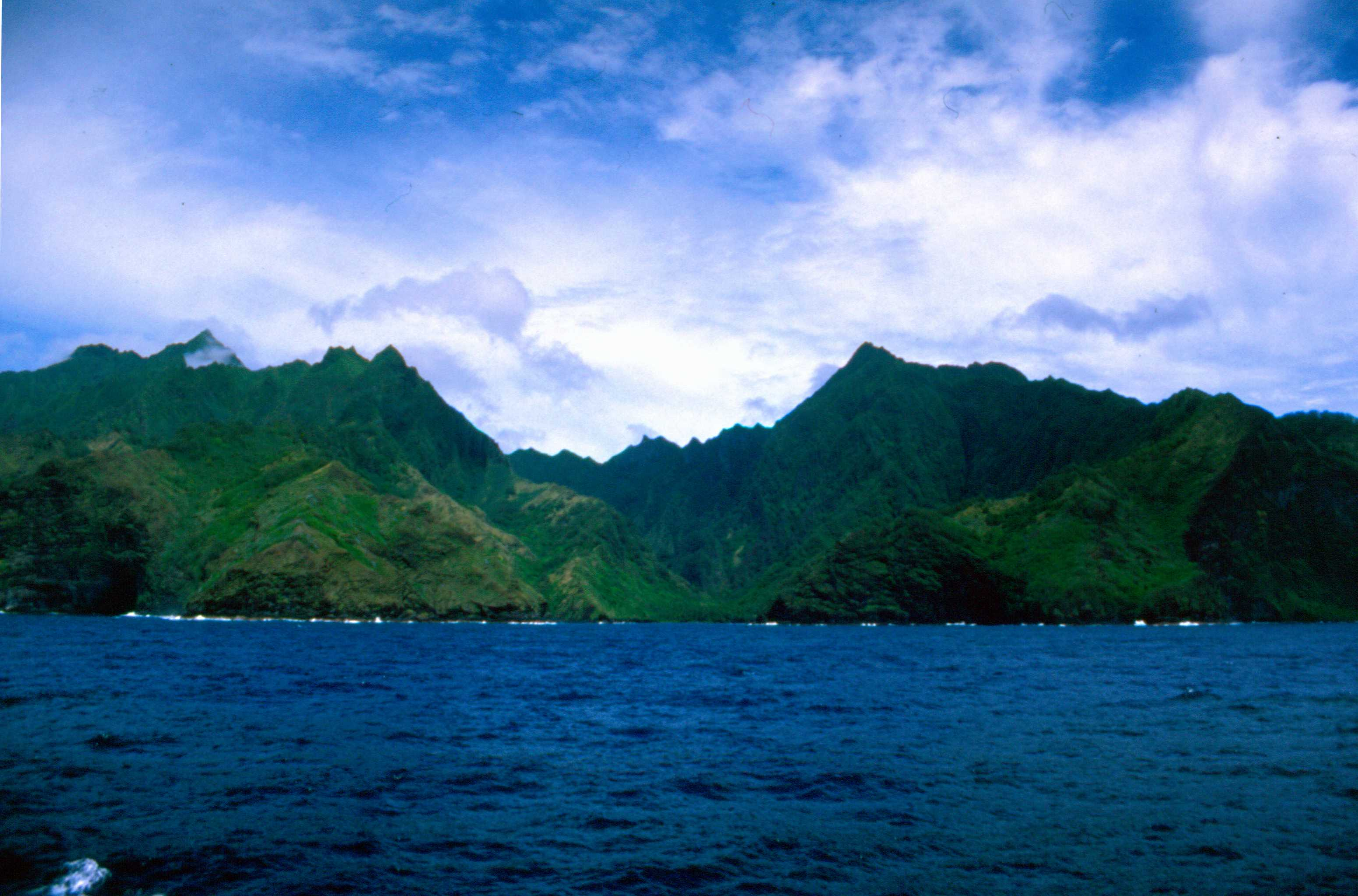
Ön Fatu Hiva där fågeln fortfarande förekommer.

## Levnadssätt
Fatuhivamonarken hittas i tät ursprunglig skog från 50 meters höjd till 700. Vissa icke-häckande fåglar har noterats på 775 meters höjd på en bergsrygg under högsta toppen på Mount Touaouoho. Fågeln lever av insekter, spindlar och frön. Boet placeras i en tunn trädklyka.

## Namn
Fågelns vetenskapliga artnamn hedrar den amerikanske filantropen Harry Payne Whitney (1873–1930) som sponsrade flera expeditioner i Stilla havet utförda av American Museum of Natural History.